# American Society of Civil Engineers
American Society of Civil Engineers (ASCE) – amerykańskie stowarzyszenie grupujące inżynierów założone 5 listopada 1852 roku w Nowym Jorku jako American Society of Civil Engineers and Architects, najstarsze stowarzyszenie inżynierskie w Stanach Zjednoczonych. Siedziba ASCE, liczącego ok. 140 tys. członków, mieści się w Reston w stanie Wirginia, gdzie została przeniesiona z Nowego Jorku w 1996 roku. ASCE publikuje 33 czasopisma naukowe poświęcone różnym dziedzinom techniki, wydaje książki poświęcone inżynierii (ponad 1000 tytułów dostępnych online), organizuje konferencje naukowe poświęcone problemom inżynierii (ponad 15 konferencji rocznie), prowadzi działalność edukacyjną, certyfikacyjną i normalizacyjną.

## Czasopisma wydawane przez ASCE
American Society of Civil Engineers wydaje następujące czasopisma naukowe:
- International Journal of Geomechanics
- Journal of Aerospace Engineering
- Journal of Architectural Engineering
- Journal of Bridge Engineering
- Journal of Cold Regions Engineering
- Journal of Composites for Construction
- Journal of Computing in Civil Engineering
- Journal of Construction Engineering and Management
- Journal of Energy Engineering
- Journal of Engineering Mechanics
- Journal of Environmental Engineering
- Journal of Geotechnical and Geoenvironmental Engineering
- Journal of Hazardous, Toxic, and Radioactive Waste
- Journal of Hydraulic Engineering
- Journal of Hydrologic Engineering
- Journal of Infrastructure Systems
- Journal of Irrigation and Drainage Engineering
- Journal of Legal Affairs and Dispute Resolution in Eng. and Constr.
- Journal of Management in Engineering
- Journal of Materials in Civil Engineering
- Journal of Nanomechanics and Micromechanics
- Journal of Performance of Constructed Facilities
- Journal of Pipeline Systems Engineering and Practice
- Journal of Professional Issues in Engineering Education and Practice
- Journal of Structural Engineering
- Journal of Surveying Engineering
- Journal of Transportation Engineering
- Journal of Urban Planning and Development
- Journal of Water Resources Planning and Management
- Journal of Waterway, Port, Coastal, and Ocean Management
- Leadership and Management in Engineering
- Natural Hazards Review
- Practice Periodical on Structural Design and Construction